# 大森時長
大森 時長（おおもり ときなが）は、江戸幕府の旗本。使番、目付、長崎奉行などを歴任した。

## 略歴
土屋市之丞正敬の三男として生まれる。元は半七郎と称する。
宝永6年（1709年）4月6日、書院番士に列する。後に大森勝長の養子となり、正徳2年（1712年）5月26日、勝長の遺跡を継ぐ（石高1470石）。享保7年（1722年）正月11日、使番に転じ、同年12月18日に布衣となる。同9年（1724年）6月2日、郡山城の柳沢吉里への引渡しの役を勤める。享保11年（1726年）正月28日に目付となり、同15年（1730年）7月28日に長崎に赴き8ヵ月間同地に滞在する。
享保17年（1732年）8月7日、当時江戸在勤であった長崎奉行三宅康敬が大目付に転任したため、その後任として長崎奉行となり、同10月28日に従五位下山城守に叙任する。享保19年（1734年）2月4日、越度が少なからずとして、奉行を罷免され小普請落ちとなり出仕を止められるが、同年4月3日許される。
宝暦10年（1760年）5月9日に致仕し、同11年（1761年）11月6日死去。享年72。法名は宗源。

## 享保の大飢饉
大森時長が長崎奉行に在任中、西日本を享保の大飢饉が襲った。飢饉当初はもう1人の長崎奉行・細井安明が長崎に在勤していた。しかし、飢饉が深刻化した享保18年（1733年）正月以降は、その対策において指導的な立場にあったのは長崎に在勤していた大森であった。
大森は代官や町年寄などを招集し、その対策を協議した。そして、この度の飢饉は未曾有のものであり、次に麦が収穫できるまでの間、なんとか餓死者を出さないようにすることが肝要と決められた。
そこで、市中を調査し、商人が買い占めている米を確保することを町年寄に命じ、正月4日には長崎周辺の地域から米を確保するよう役人に命じた。また、市民に対しては、飢餓に苦しむ人が出ないよう相互扶助することや、酒・餅・麺類の禁止や占め売りの禁止を命じた。
正月7日には占め売りをしていた米屋への打ち壊しが発生した。大森は首謀者の町人達に対しては町預の穏当な処置をし、さらに打ち壊しを受けた商人達も捕縛した。商人達に対しては、罪を軽減する代わりに、彼らが貯蔵していた米を安価で販売するように命じた。これによって3000石の米が売り出され、そのために米価が下がり、長崎市民達の生活も楽になった。
享保17年の12月末には官庫の貯蔵米も尽きてきたため、官庫にあった海外貿易に使う輸出用の銅を買い入れる資金を米購入に費やすことを決定する。貿易資金の流用に対して役人達は幕府の許可を得ていないことで難色を示したが、大森は江戸からの許可を待っていれば、その間に長崎市民が餓死するとして、自分の独断ということで、その責任を全て負うと述べた。各地に派遣した役人達の手配で米が長崎に届くようになり、その後の麦の収穫も順調だったため、長崎では餓死者が一切出なかった。
このことを長崎住民は大森山城守に深く感謝し、朝夕となく奉行所を拝まない者はいなかったと伝えられる。

## 奉行職罷免
享保18年（1733年）秋には西国は豊作となり、大森は細井安明と長崎在勤の業務を交代して長崎を出た。この日、長崎の住民の多くが恩人である大森を見送るために、桜馬場・一ノ瀬・日見峠などに詰め掛けたという。その人数は、史料によっては1000人とも数万人であったとも記されている。
しかし山城守は江戸に戻った後、翌享保19年（1734年）2月4日に御役御免となった。それを知った長崎市民は騒然となり、大いに悲しんだ。これは、買占めをしていた商人が江戸で大森を讒訴した、幕府の資金を幕府に伺うことなしに米の購入に使ったからだ、と様々な噂が流れたが、長崎の住民には真相は分からなかったという。
『享保年録』によれば、罷免の理由は、「（1）米の購入により、輸出用の銅の買い入れ資金が不足となったこと。（2）貿易仕法改正命令に対する、相手側（唐・オランダ）の承諾書の提出遅滞。（3）唐船の滞留」となっている。
また、『大日本貨幣史』には、「享保十九年 交易ニ充ル銅ヲ乏シクシタルヲ以テ長崎奉行を罰ス」とあり、大森罷免の理由を、銅の買入資金を米穀購入に使い、これによって貿易を停滞させたこととしている。

## 祖父・甲斐庄喜右衛門正述
時長の実父・土屋正敬は、甲斐庄正述の次男である。甲斐庄正述は承応元年（1652年）から万治2年（1659年）の8年間、長崎奉行を勤めていた。正述の長崎在任中の万治2年春、17世紀に入ってから最も大きな飢饉が長崎において起きた。その際、甲斐庄は近国に米の廻送を求め、これにより長崎市民が飢餓から逃れることが出来た。
祖父の甲斐庄正述と、その孫にあたる大森時長は、共に長崎奉行として長崎の飢饉対策に取り組んだことになったのである。